# Анцола-д'Оссола
Анцола-д'Оссола (італ. Anzola d'Ossola, п'єм. Anzòla) — муніципалітет в Італії, у регіоні П'ємонт, провінція Вербано-Кузіо-Оссола.
Анцола-д'Оссола розташована на відстані близько 570 км на північний захід від Рима, 115 км на північний схід від Турина, 17 км на захід від Вербанії.
Населення — 440 осіб (2014).

## Демографія
Населення за роками:

Станом на 1 січня 2023 року в муніципалітеті офіційно проживало 11 іноземців з 4 країн, серед них 1 громадянин країн Євросоюзу та 2 громадяни України.

## Сусідні муніципалітети
- Массіола
- Орнавассо
- П'єве-Вергонте
- Премозелло-Кьовенда
- Вальстрона